# Distribuidor Norte de Granada
El Distribuidor Norte de Granada (o Ronda Norte de Granada) denominada la A-4006, antes (VAU-02) es una carretera de la Red Complementaria Metropolitana Granada de la Junta de Andalucía que comunica la Primera Circunvalación de Granada (GR-30) con la autovía autonómica A-92 con la intención de distribuir el tráfico al norte de la ciudad de Granada (España). Tiene algunos parámetros de autovía urbana, pero incluye cruces y rotondas a nivel. Su longitud es de unos 2,5 km en su totalidad de nuevo trazado.
Su inauguración se realizó el 20 de diciembre de 2011, tras varios retrasos por modificaciones en el proyecto.

## Trayecto
Se divide en dos tramos:
- Primer tramo: GR-30 a la carretera de Pulianas. Dos calzadas: la que se dirige hacia Jun de 3 carriles y la que se dirige a la GR-30 de 2 carriles. Su primera parte discurre por donde lo hace la calle Merced Alta. Tiene glorietas en el entorno del complejo Kinépolis y de Pulianas, para distribuir el tráfico.Itinerario de la A-4006.

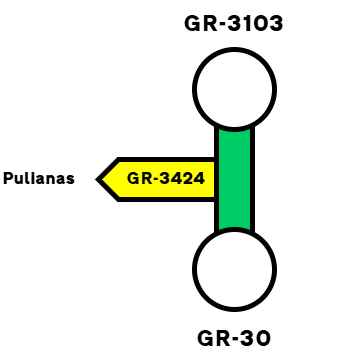
Itinerario de la A-4006.

- Segundo tramo: Carretera de Pulianas a Carretera de Alfacar. Dos calzadas, cada una de dos carriles. Dos glorietas, una en cada extremo.
- Hay un Tercer tramo en proyecto sin fecha de ejecución: Carretera de Alfacar a la A-92. Está proyectada con dos calzadas, cada una de dos carriles.

Su construcción, al comprender a varios municipios, es competencia de la Junta de Andalucía. El coste de redacción se estima en unos 184.000 euros y su construcción en unos 5 millones de euros.

## Tramos
| Denominación | Tramo                       | Año servicio / Estado (2025)     | km   |
| ------------ | --------------------------- | -------------------------------- | ---- |
| A-4006       | GR-30 -Carretera de Alfacar | 2011                             | 2,52 |
|              | Carretera de Alfacar- A-92  | Pendiente de estudio informativo | 2,96 |

## Objetivos de su construcción
Con esta infraestructura se pretenden varios objetivos:
- Que los conductores que se dirigen desde la ciudad de Granada hacia el levante se ahorren tener que tomar la A-44 hasta el enlace de Albolote con la A-92 y luego dirigirse hacia el este hasta Alfacar, lo que supone una reducción considerable de kilómetros. Lo mismo para los conductores que desde la A-92, desde el levante, se dirigen hacia la capital granadina.
- Que se facilite el acceso al Complejo Comercial de Pulianas
- Descongestionar la Primera Circunvalación de Granada, y en menor medida el tramo de la A-92 que discurre más cercano a la capital.
- Dotar de acceso directo a vías de alta capacidad a municipios de la zona norte del Área Metropolitana de Granada, tales como Pulianas y Jun.
- Permitir a municipios de la zona noreste del Área Metropolitana de Granada como Alfacar, Víznar y Huétor Santillán alcanzar más rápidamente la Primera Circunvalación de Granada y el acceso a la ciudad.

Se estima que en el futuro absorberá hasta 50.000 vehículos al día, que en la actualidad circulan por la Primera Circunvalación de Granada y por la A-92.